# Alessandro Ferri
Alessandro Ferri (Roma, 25 febbraio 1921 – Roma, 3 giugno 2003) è stato un calciatore italiano, di ruolo difensore.
È una delle bandiere della Lazio a cavallo della Seconda guerra mondiale. La sua carriera, infatti, si svolge pressoché interamente con i colori biancocelesti, con un trasferimento alla Roma nel 1949 e la chiusura della carriera alla Reggina.

## Caratteristiche tecniche
Era un difensore mancino.

## Carriera

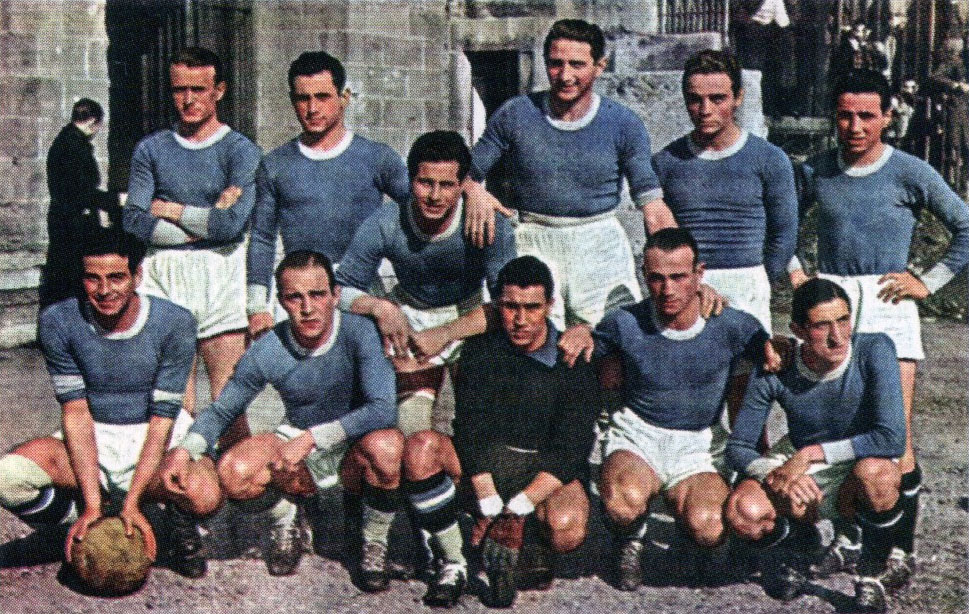
Ferri (in piedi, secondo da destra) alla Lazio nel 1940-1941

Approdato al vivaio laziale, dopo aver fatto tutta la trafila (pulcini, ragazzi, allievi e riserve), esordì in Serie A a neppure diciotto anni, nel derby giocato a Testaccio il 15 gennaio 1939, e vinto dalla formazione biancoceleste per 2-0 con reti di Benedicto Zacconi e Umberto Busani. A partire dalla stagione 1941-1942 Ferri divenne titolare. Nell'ultimo campionato giocato in maglia laziale segnò la sua unica rete, il 30 novembre 1947 in Lazio-Atalanta 1-1. Nel 1945 ebbe una parentesi nell'Audace Football Club di Taranto, giocando il Torneo misto pugliese.
Nel 1948 si trasferì sull'altra sponda del Tevere, andando ad indossare la maglia della Roma. Dopo due stagioni in giallorosso andò a chiudere la sua carriera a Reggio Calabria nelle file della Reggina, disputando due stagioni in Serie C.
In carriera ha totalizzato complessivamente 167 presenze e 2 reti in Serie A.

## Allenatore
Nella stagione 1964-1965 ha allenato il Cassino.